# Велика-Обарска
Велика-Обарска (серб. Велика Обарска) —  населённый пункт (посёлок) в общине Биелина, который принадлежит энтитету Республике Сербской, Босния и Герцеговина. Расположен в 6 км к северо-западу от центра города Биелина.

## Население
Численность населения посёлка Велика-Обарска по переписи 2013 года составила 4 027 человек.
Этнический состав населения населённого пункта по данным переписи 1991 года:
- сербы — 3.477 (97,97 %),
- югославы — 31 (0,87 %),
- хорваты — 4 (0,11 %),
- прочие — 37 (1,04 %),
- всего — 3.549.

## Основные объекты
В селе работает начальная школа имени Петра I Петровича Негоша, а также сахарный завод. В селе базируется футбольная команда «Младост».

## Известные уроженцы
- Мирослав Милованович (р. 1975), политик, по совместительству один из руководителей футбольной команды «Младост» (Велика-Обарска)